# Zlatna medalja Catherine Wolfe Bruce
Zlatna medalja Catherine Wolfe Bruce je godišnja nagrada koju dodjeljuje Tihooceansko astronomsko društvo za izvanredne doživotne prinose astronomiji. Zove se po Catherine Wolfe Bruce, američkoj meceni astronomije. Prvi je put dodijeljena 1898. godine. Smatra ju se jednim od najviših počasti u području astronomije.

## Popis dobitnika
Izvor: Astronomical Society of the Pacific  Arhivirana inačica izvorne stranice od 23. studenoga 2015. (Wayback Machine)
| - 1898. Simon Newcomb - 1899. Arthur Auwers - 1900. David Gill - 1902. Giovanni V. Schiaparelli - 1904. William Huggins - 1906. Hermann Carl Vogel - 1908. Edward C. Pickering - 1909. George William Hill - 1911. Henri Poincaré - 1913. Jacobus C. Kapteyn - 1914. Oskar Backlund - 1915. William Wallace Campbell - 1916. George Ellery Hale - 1917. Edward Emerson Barnard - 1920. Ernest W. Brown - 1921. Henri A. Deslandres - 1922. Frank W. Dyson - 1923. Benjamin Baillaud - 1924. Arthur Stanley Eddington - 1925. Henry Norris Russell - 1926. Robert G. Aitken - 1927. Herbert Hall Turner - 1928. Walter S. Adams - 1929. Frank Schlesinger - 1930. Max Wolf - 1931. Willem de Sitter - 1932. John S. Plaskett - 1933. Carl V.L. Charlier - 1934. Alfred Fowler - 1935. Vesto M. Slipher - 1936. Armin O. Leuschner - 1937. Ejnar Hertzsprung - 1938. Edwin P. Hubble - 1939. Harlow Shapley - 1940. Frederick H. Seares - 1941. Joel Stebbins - 1942. Jan H. Oort - 1945. E. Arthur Milne - 1946. Paul Merrill - 1947. Bernard Lyot - 1948. Otto Struve - 1949. Harold Spencer Jones - 1950. Alfred H. Joy - 1951. Marcel Minnaert - 1952. Subrahmanyan Chandrasekhar - 1953. Harold D. Babcock - 1954. Bertil Lindblad - 1955. Walter Baade - 1956. Albrecht Unsöld - 1957. Ira S. Bowen - 1958. William Wilson Morgan - 1959. Bengt Strömgren - 1960. Viktor A. Ambartsumian - 1961. Rudolph Minkowski | - 1962. Grote Reber - 1963. Seth Barnes Nicholson - 1964. Otto Heckmann - 1965. Martin Schwarzschild - 1966. Dirk Brouwer - 1967. Ludwig Biermann - 1968. Willem J. Luyten - 1969. Horace W. Babcock - 1970. Fred Hoyle - 1971. Jesse Greenstein - 1972. Josif S. Šklovski - 1973. Lyman Spitzer Jr. - 1974. Martin Ryle - 1975. Allan R. Sandage - 1976. Ernst J. Öpik - 1977. Bart J. Bok - 1978. Hendrik C. van de Hulst - 1979. William A. Fowler - 1980. George Herbig - 1981. Riccardo Giacconi - 1982. E. Margaret Burbidge - 1983. Jakov B. Zeljdovič - 1984. Olin C. Wilson - 1985. Thomas G. Cowling - 1986. Fred L. Whipple - 1987. Edwin E. Salpeter - 1988. John G. Bolton - 1989. Adriaan Blaauw - 1990. Charlotte E. Moore Sitterly - 1991. Donald E. Osterbrock - 1992. Maarten Schmidt - 1993. Martin Rees - 1994. Wallace Sargent - 1995. P. James E. Peebles - 1996. Albert E. Whitford - 1997. Eugene Parker - 1998. Donald Lynden-Bell - 1999. Geoffrey R. Burbidge - 2000. Rašid A. Sunjajev - 2001. Hans A. Bethe - 2002. Bohdan Paczyński - 2003. Vera C. Rubin - 2004. Chūshirō Hayashi - 2005. Robert Kraft - 2006. Frank J. Low - 2007. Martin Harwit - 2008. Sidney van den Bergh - 2009. Frank H. Shu - 2010. Gerry Neugebauer - 2011. Jeremiah P. Ostriker - 2012. Sandra M. Faber - 2013. James E. Gunn - 2014. Kenneth Kellermann - 2015. Douglas N. C. Lin |

## Vanjske poveznice
- Dobitnici Bruceine nagrade (eng.)